# Emishi

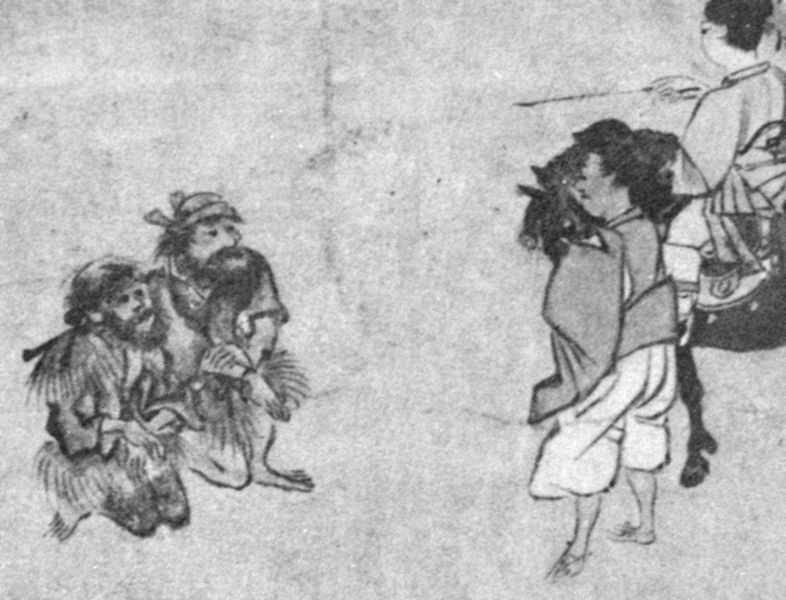
Emishi oddają hołd księciu Shōtoku (574–622) (kopia z 1324 r. z oryginału z 1069 r.)

Emishi (jap. 蝦夷 Emishi, Yemishi, Ezo, Yezo) – nazwa starożytnej grupy etnicznej ludności zamieszkującej północno-wschodnią część japońskiej wyspy Honsiu oraz wyspę Hokkaido (Ezochi). Utożsamiani z Ajnami.

## Historia
Na temat ich pochodzenia są różne i często sprzeczne teorie pomimo wielu już obecnie badań archeologicznych, antropologicznych, językoznawczych czy genetycznych. Uzyskane dane w tych dziedzinach pochodzą jednak z różnych okresów, a o regionie północno-wschodnim wiadomo niewiele. Dostępna już wiedza o językach/dialektach prehistorycznych i ich rozprzestrzenianiu się na wyspach jest również trudna do odniesienia do prehistorii.
Prawdopodobnie przodkowie dzisiejszych Japończyków przybywali (już ok. 20 tys. lat temu) na wyspy z różnych kierunków wraz z przedstawicielami różnych kultur neolitycznych. Następowały także migracje lokalne i wypieranie jednych plemion przez kolejne.
Na początku okresu Nara (710–784/794), gdy zbudowano ówczesną stolicę kraju Heijō-kyō, zasięg krainy Yamato był ograniczony do utworzonego w ramach reformy Taika w 645 roku regionu Kinai. W dążeniu do poszerzenia swoich wpływów władze Yamato zawarły sojusze z wodzami odległych krain leżących, według obecnego nazewnictwa, na wyspie Kiusiu i na nizinie Kantō (Kantō-heiya). W rezultacie tych zabiegów wodzowie ci zostali włączeni do hierarchii dworskiej Yamato. Podporządkowanie ludności zamieszkującej na północ od Kantō (obecny region Tōhoku, wówczas Michinoku) wówczas nie powiodło się. Ludy tam zamieszkujące zaczęto nazywać Emishi lub Ezo. 
Słowem Emishi w okresie Nara określano w dokumentach dworu ludzi żyjących na północy, poza zasięgiem państwa. Nie był to ani etnonim, ani termin odnoszący się do sposobu życia. Był to termin administracyjny, obejmujący wszystkich, bez względu na język czy pochodzenie. 
Zakłada się, że Emishi, którzy uprawiali ryż, mówili po japońsku, ale nazwy miejscowości w języku ajnuskim, które przetrwały od Niigaty i Fukushimy na północ, wskazują, że Emishi posługiwali się językiem Ajnów (Enchiw). Czasem też słowo Ezo jest kojarzone z Ainu, ale odróżniano też etnicznie Ezo i Emishi.